# 高森ショッピングプラザ
高森ショッピングプラザ（たかもりショッピングプラザ）は、宮城県仙台市泉区高森に所在するロードサイド店舗型商業施設である。

## 概要
泉パークタウン・高森1丁目に所在する商業施設。泉パークタウンサービスが管理する。泉パークタウン内にて最初に整備された商業施設であり、南北2つのエリアからなる。1984年から1989年にかけて、夏祭りが寺岡ショッピングプラザと隔年で開催されていた。

## 沿革
- 1975年10月 - エーコープ（現 つかさ屋）オープン。
- 1984年8月 - 第1回夏まつり開催。
- 1986年
  - 8月 - 第3回夏まつり開催。
  - 10月 - 泉高森郵便局開業。
- 1988年7月 - 第5回夏まつり開催。
- 1993年11月 - 南館オープン。

## 店舗一覧
（2024年6月現在）
- つかさ屋 泉パークタウン高森店
  - 七十七銀行 高森ショッピングプラザATM
- 泉高森郵便局
- ローソン仙台高森店
- 泉パークタウンセンター ヤマハミュージック[1]
- カーブス泉パークタウン[2]
- 井上胃腸内科
- 泉パーク調剤薬局
- スイーツスイート フクダ
- 榮玉堂カフェ[3]